# Diana Chaves
Diana Morais Rosado Quintela Chaves, conosciuta semplicemente come Diana Chaves (Lisbona, 11 luglio 1981), è un'attrice, conduttrice televisiva e modella portoghese.
È soprannominata FN baby.

## Biografia
Attrice attiva principalmente in campo televisivo, è nota al pubblico per i ruoli di Susana Lopes nella telenovela Morangos com Açúcar (2005-2006), di Mónica Machado da Câmara nella telenovela Ilha dos Amores (2007), di Vera Sousa Lima nella telenovela A Outra (2008), di Inês Nogueira nella telenovela Legàmi (2010-2011),  e di Lúcia nella telenovela Sol de Inverno (2013-2014). In TV ha condotto inoltre, tra l'altro, i programmi Clube Morangos e  Salve-se Quem Puder.

## Vita privata
È legata sentimentalmente al calciatore César Peixoto, dal quale nel 2012 ha avuto una bambina di nome Pilar.

## Filmografia

### Cinema
- Mau Mau Maria, regia di José Alberto Pinheiro (2014)

### Televisione
- Morangos com Açúcar – telenovela, 205 episodi (2005-2006)
- Morangos com Açúcar: Ao Ritmo da Amizade – film TV (2006)
- Ilha dos Amores – telenovela, 183 episodi (2007)
- Casos da Vida – serie TV, 1 episodio (2008)
- Podia Acabar o Mundo – serie TV  (2008)
- A Outra – telenovela, 183 episodi (2008)
- Lua Vermelha – telenovela, 20 episodi (2010)
- Legàmi (Laços de sangue) – telenovela, 315 episodi (2010-2011)
- Sol de Inverno – telenovela, 232 episodi (2013-2014)

## Programmi televisivi
- Clube Morangos, 59 puntate (2006)
- Episódio Especial, 48 puntate (2008-2011)
- Salve-se Quem Puder (2009)
- Globos de Ouro 2010 (2011)

## Doppiatrici italiane
- Domitilla D'Amico, Angela Brusa e Selvaggia Quattrini in Legàmi[7]